# Arfonts
Arfonts (en francès Arfons) és un municipi del departament francès del Tarn, a la regió d'Occitània.

## Geografia
Arfons és una vil·la típica de muntanya, amb els seus terrats de pissarra, situada a la Muntanya Negra, a l'extrem sud del Massís Central francès.

## Origen del nom
El seu nom, Arfonts, ve del llatí Orbi fontes, és a dir, fonts amagades, i se li hauria donat a causa de les nombroses fonts d'aigua que l'envolten i que van ser objecte de culte a l'època dels romans.

## Demografia
| 1846                                       | 1962 | 1968 | 1975 | 1982 | 1990 | 1999 | 2007 | 2018 |
| ------------------------------------------ | ---- | ---- | ---- | ---- | ---- | ---- | ---- | ---- |
| 1497                                       | 340  | 420  | 212  | 179  | 177  | 176  | 186  | 164  |
| Des de 1962: població sense dobles comptes |      |      |      |      |      |      |      |      |

## Administració
| Període   | Identitat      | Partit |
| --------- | -------------- | ------ |
| 2001-2020 | Alain Couzinié | PS     |
| 2020-     | Gérard Pinel   |        |